# Urugwaj na Letnich Igrzyskach Olimpijskich 1972
Urugwaj na Letnich Igrzyskach Olimpijskich 1972 reprezentowało 13 zawodników: 10 mężczyzn i 3 kobiety. Był to 11. start reprezentacji Urugwaju na letnich igrzyskach olimpijskich.

## Skład kadry

### Boks
Mężczyźni
- Jorge Acuña - waga musza - 32. miejsce

### Kolarstwo szosowe
Mężczyźni
- Walter Tardáguila - wyścig indywidualny ze startu wspólnego - 74. miejsce
- Mario Margalef - wyścig indywidualny ze startu wspólnego - nie ukończył
- Alberto Rodríguez - wyścig indywidualny ze startu wspólnego - nie ukończył
- Jorge Jukich - wyścig indywidualny ze startu wspólnego - nie ukończył
- Alberto Rodríguez, Jorge Jukich, Walter Tardáguila, Lino Benech - wyścig drużynowy - 27. miejsce

### Lekkoatletyka
Mężczyźni
- Darwin Piñeyrúa - rzut młotem - 31. miejsce

Kobiety
- Josefa Vicent

200 metrów - odpadła w eliminacjach
400 metrów - odpadła w eliminacjach

### Pływanie
Kobiety
- Susana Saxlund

100 metrów st. dowolnym - odpadła w eliminacjach
100 metrów st. motylkowym - odpadła w eliminacjach
- Felicia Ospitaletche

100 metrów st. klasycznym - odpadła w eliminacjach
200 metrów st. klasycznym - odpadła w eliminacjach
200 metrów st. zmiennym - odpadła w eliminacjach

### Wioślarstwo
Mężczyźni
- Pedro Ciapessoni, Jorge Buenahora, Daniel Jorge - dwójka ze sternikiem - odpadli w repasażach